# La Menace (film, 1977)
Pour les articles homonymes, voir La Menace.
Pour plus de détails, voir Fiche technique et Distribution.
La Menace est un film franco-canadien réalisé par Alain Corneau, sorti en 1977. Marie Dubois obtient pour ce film un César de la meilleure actrice dans un second rôle et il s'agit du premier rôle dans un film français pour Carole Laure.
Jalouse de l'amour qu'Henri porte à la jeune Julie, Dominique propose à cette dernière une forte somme d'argent pour disparaître. Mais celle-ci refuse et Julie annonce qu'elle porte l'enfant d'Henri. Les deux femmes se battent violemment, avant que Julie ne parvienne à prendre la fuite en voiture. Désespérée, Dominique se jette d'une falaise et Julie devient alors la suspecte principale, toutes les preuves étant contre elle. Pour la disculper et la faire sortir de prison, Henri va semer de fausses preuves pour pousser la police à le suspecter lui-même, puis va partir pour le Canada organiser sa disparition.

## Synopsis
Henri Savin (Yves Montand) est l'amant et l'employé de Dominique Montlaur (Marie Dubois), une riche héritière possédant un château dans le Médoc et à la tête d'une prospère société de transport routier près de Bordeaux. Henri s'est épris de Julie Manet (Carole Laure), une jeune et belle employée d'une chaîne hôtelière, qui est enceinte de lui. Dominique découvre la liaison et se met à suivre et harceler Julie. Un soir, près de la citadelle de Blaye où Julie attend en vain Henri qui est retenu par son travail, Dominique aborde Julie, en lui proposant une forte somme d'argent pour disparaître. Une vive dispute éclate et quand Dominique apprend que Julie est enceinte d'Henri, la dispute se transforme en pugilat. Epouvantée par la violence de Dominique, Julie parvient à s'échapper en voiture, non sans laisser de nombreux indices. Désespérée, Dominique se suicide en se précipitant dans le vide, du haut de la citadelle.
La police soupçonne immédiatement un meurtre, d'autant plus qu'Henri hérite de la fortune de Dominique. Le commissaire Waldeck (Jean-François Balmer) retrouve rapidement les indices laissés par Julie sur les lieux et elle est bientôt inculpée pour meurtre. Henri élabore alors un plan pour disculper Julie et recommencer une vie avec elle : il va faire croire que c'est lui qui a manigancé la mort de Dominique et fait porter le soupçon sur Julie en empruntant sa voiture et en lui faisant des marques de pugilat. Les amants feignent la dispute et le désaccord. Waldeck se convainc peu à peu de l'innocence de Julie, à mesure que s'accumulent les fausses preuves de la culpabilité d'Henri, fabriquées par ce dernier. Julie est libérée et un mandat d'arrêt est émis pour arrêter Henri : trop tard, celui-ci s'est échappé vers le Canada où lui et Julie ont des racines.
Le plan d'Henri continue au Canada : il y a repris son métier de routier et son objectif est de faire croire à sa mort en organisant un attentat spectaculaire, afin que la nouvelle arrive jusqu'à la France, dont il serait à la fois victime et l'agresseur. Il fait croire qu'il est victime de racket et menacé de mort et organise son (faux) assassinat, au volant de son camion, sous les yeux d'un car de ramassage scolaire. Le camion est vide alors que celui-ci est précipité dans le vide et explose, ne laissant aucune trace possible de son occupant. Mais le chauffeur du car réussit à identifier Henri jouant l'agresseur, et coordonne des routiers pour le neutraliser. Persuadé d'être enfin libre, Henri téléphone à Julie pour lui demander de le rejoindre à Melbourne en Australie, mais il se fait repérer par les routiers et périt écrasé entre deux camions, tandis que Julie attend en vain Henri à l'aéroport, son enfant dans les bras.

## Fiche technique
- Titre : La Menace
- Réalisation : Alain Corneau
- Assistants réalisateurs : 1) Alain Centonze / 2) Xavier Castano
- Scénario : Daniel Boulanger, Alain Corneau et Claude Hopkins
- Scripte : Hélène Sébillotte
- Musique : Gerry Mulligan
- Directeur de la photographie : Pierre-William Glenn
- Montage : Henri Lanoë
- Décors : Jean-Pierre Kohut-Svelko
- Costumes : Tanine Autré
- Ingénieur du son : Patrick Rousseau
- Producteurs : Richard Hellman et Jean-Pierre Martel
- Directeur de production : Jean-Pierre Spiri-Mercanton
- Sociétés de production : Canafox, Citeca Productions, Les Productions du Daunou, Viaduc Productions
- Société de distribution : LCJ, Parafrance
- Budget : 2,4 millions de dollars (1,54 million d'euros)
- Pays de production :  France,  Canada
- Langue d'origine : français
- Format : couleurs - 1,65:1 - Mono - 35 mm
- Genre : policier, thriller
- Durée : 117 minutes
- Date de sortie : 
  - France : 28 septembre 1977
- Affiche : René Ferracci (France)

## Distribution
- Yves Montand : Henri Savin
- Carole Laure : Julie Manet
- Marie Dubois : Dominique Montlaur
- Jean-François Balmer : l'inspecteur Waldeck
- Marc Eyraud : le juge d'instruction Baron
- Roger Muni : Bruno
- Jacques Rispal : Paco
- Michel Ruhl : Maître Leverrier, l'avocat
- Gabriel Gascon : Pannequin
- Martin Trévières : Belloc
- Albert Michel : l'épicier
- Pierre Frag : Maurice
- Marie Pillet : Yvette
- André Chaumeau : l'expert en empreintes digitales
- Fabienne Arel : Maria
- Jean-Marie Chazal : Beaumaire
- Jacques Dichamp
- Olima Raboutet : la collègue de Manet
- Iris Smith
- Jacques Wallet
- Eugène Yvernes

## Autour du film
- Le tournage s'est déroulé à Bordeaux, à Blaye, et à Vancouver.
- Cascades réalisées par Rémy Julienne et son équipe.

## Distinctions
- César de la meilleure actrice dans un second rôle pour Marie Dubois et nomination aux Césars du meilleur montage et meilleur second rôle masculin pour Jean-François Balmer en 1978.